# Anna Zozulia
Anna Zozulia (ukrainisch Анна Зозуля; * 10. März 1980) ist eine ukrainisch-belgische Schachspielerin. Sie erhielt im Jahr 2000 den Titel Frauengroßmeisterin (WGM) und ist seit 2004 Internationaler Meister (IM).

## Leben
Anna Zozulia war mit dem Großmeister Wadym Malachatko (1977–2023) verheiratet.

## Schach
Mit sieben Jahren lernte Zozulia Schachspielen. Sie war mehrmalige Medaillengewinnerin bei den ukrainischen Jugendmeisterschaften verschiedener Altersklassen, darunter sechs Goldmedaillen. Zwischen 1993 und 1999 gewann sie bei Weltmeisterschaften und Europameisterschaften der weiblichen Jugend eine Goldmedaille in Cala Galdana 1996 (WM unter 16 Jahren) und zwei Silbermedaillen (Verdun 1995 unter 16 und Mureck 1998 unter 18 Jahren).
Im Jahre 1998 wurde Zozulia Vizemeisterin der Ukraine. Im Jahre 2003 gewann sie den Titel Champion von Kiew. 2004 erfüllte sie in offenen Turnieren in Condom, La Fère und Marseille die Normen für den Internationalen Meister. Im stark besetzten ZMD-Open 2007 in Dresden wurde sie hinter Robert Kempiński und Ehsan Ghaem Maghami geteilte Dritte, unter anderen zusammen mit Alexander Graf, Alexander Naumann, Wladimir Jepischin, Wadym Malachatko und Tomasz Markowski. Die belgische Frauenmeisterschaft gewann sie bei ihrer einzigen Teilnahme 2011 in Westerlo.
Zozulia führt seit ihrem Verbandswechsel die belgische Elo-Rangliste der Frauen mit deutlichem Vorsprung an. Ihre beste Platzierung in der Frauenweltrangliste erreichte sie im Oktober 2004, als sie mit ihrer höchsten Elo-Zahl von 2412 auf dem 43. Platz in der Frauenweltrangliste der FIDE und dem fünften Platz der ukrainischen Frauenrangliste lag.

## Mannschaftsschach
Für Belgien nahm Zozulia an der Schacholympiade 2012 der Frauen und 2013 an der Mannschaftseuropameisterschaft der Frauen teil.
Vereinsschach spielte Zozulia in der ukrainischen Mannschaftsmeisterschaft 1999 in einer reinen Frauenmannschaft der Grandmaster School Kiew und 2000 für eine Frauenauswahl des A.V.Momot Chess Club Donezk Region.
Am European Club Cup nahm sie 1997 in der offenen Klasse mit der Law Academy Charkiw teil. Am Frauenwettbewerb des European Club Cups nahm sie 1998 und 1999 mit der Grandmaster School Kiew, 2000 mit Donbass Alchevsk teil. Sie erreichte mit der Mannschaft 1998 den zweiten, 1999 und 2000 den dritten Platz, in der Einzelwertung gelang ihr 1999 das drittbeste und 2000 das zweitbeste Ergebnis am dritten Brett.
In der Division 1 der belgischen Interclubs spielte Zozulia in der Saison 2007/08 bei Vliegend Peerd Bredene, der in diesem Jahr die belgische Mannschaftsmeisterschaft gewann, und in der Saison 2011/12 für Koninklijke Brugse Schaakkring. In der ersten Deutschen Schachbundesliga der Frauen spielte sie von 2011 bis 2014 für den SV Mülheim-Nord. In der polnischen Mannschaftsmeisterschaft spielte sie 2012 für WASKO HetMaN Szopienice.